# 오랑주리 미술관
오랑주리 미술관(프랑스어: Musée de l'Orangerie)은 프랑스 파리에 있는 인상파와 후기 인상주의 미술관이다.

## 개요
파리 1구 콩코르드 광장 옆 튈르리 정원 내에 센 강에 마주하고 있다. 원래는 튀일리 궁전의 오렌지 온실 (오랑주리)였지만, 1927년, 클로드 모네의 수련 연작을 거두기 위해서 박물관으로 정비된 것이다.
1999년 8월부터 개장을 위해 오랫동안 휴관이 계속되고 있었고, 2006년 5월 재개관했다.
파리 지하철 1, 8, 12호선 콩코르드 역에서 가깝다.